# Operclipygus schlingeri
Operclipygus schlingeri  (лат.) — вид жуков-карапузиков из семейства Histeridae (Histerinae, Exosternini). Южная Америка: Перу. Длина 1,53—1,56 мм, ширина 1,31—1,33 мм. Цвет красновато-коричневый. Тело овальное, лоб плоский. Лабрум узкий, только слегка шире своей длины. Своими фронтальными бороздками (конвергентно сходящимися впереди) отличается от всех неотропических представителей трибы Exosternini. В расположении отверстий антериальных пронотальных желёз наблюдается половой диморфизм (у самцов отверстия желёз сопряжены с поднятиями пронотальных бороздок, а у самок они открываются у переднего края пронотума). Фронтальные бороздки лба поперечные. Вид был впервые описан в 2013 году энтомологами Майклом Катерино (Michael S. Caterino) и Алексеем Тищечкиным (Santa Barbara Museum of Natural History, Санта-Барбара, США) и в ходе их ревизии рода Operclipygus включён в его состав и отнесён к видовой группе O. mirabilis group. Вид назван в честь энтомолога Эверта Шлингера (Dr. Evert Schlinger), собравшего в 1954 году типовую серию нового таксона.